# Determinació del sexe
La determinació del sexe és el resultat d'una sèrie de mecanismes que afavoreixen que un determinat individu sigui i es comporti com a mascle o femella.
En els cargols no hi ha cap determinació, ja que tots els individus són hermafrodites i produeixen tant esperma com òvuls. En una espècie de cucs, de la classe dels poliquets, els individus joves són mascles i els adults femelles; a més les femelles joves mantenen la capacitat de tornar a ser mascles, si no n'hi ha en un grup de femelles que comparteixin un ambient tancat. En una espècie de peixos només l'individu més gran és mascle però quan es mor una de les femelles més grans es converteix en mascle. En els cocodrils i en altres rèptils, el sexe es determina per la temperatura d'incubació dels ous. Hi ha alguna espècie de llangardaixos formades només per individus femella, que són partenogenètiques, però que necessiten un conat de coit entre dues femelles per desencadenar la reproducció de cadascuna.
En mamífers el sexe bàsic és el femení, perquè en el cos de les femelles hi ha tots els elements bàsics per la reproducció, inclosos els gamets. A partir de l'esquema bàsic de femella pot donar-se o no una diferenciació cap al sexe masculí. És important tenir ben present aquest esquema bàsic que ajudarà a comprendre millor totes les qüestions relatives al sexe i a la sexualitat. També cal tenir en compte que són les femelles les qui ponen o pareixen i que n'hi hauria prou amb pocs mascles per fecundar-les totes.
Així doncs, en esquema, un nou individu d'una espècie sexuada serà una femella, si no hi ha res que provoqui un canvi.
En el cas dels mamífers la determinació del sexe ve propiciada per uns quants gens del cromosoma sexual Y. Aquesta petita seqüència genètica afavoreix que la gònada primitiva es converteixi en un testicle, invertint la tendència a que es formi un ovari. La testosterona que comença a segregar el testicle inicia i manté totes les transformacions necessàries per a obtenir un mascle.
La reproducció sexual és només una més d'entre les formes de reproducció dels éssers vius, tot i que ha tingut molt d'èxit evolutiu, per la variació genètica que propicia més oportunitat de sobreviure a una determinada espècie, en circumstàncies adverses o per canvis bruscos.